# Я люблю только тебя
«Я люблю только тебя» (фр. Je n'aime que toi) — французский кинофильм с Луи де Фюнесом 1949 года.

## Сюжет
Ирен замужем за Ренальдо Кортесом, популярным певцом, любимцем женщин. Ветреный и ревнивый Ренальдо поручает своему другу Артуру Бидуа следить за Ирен во время его отсутствия, что тот и делает, и при этом узнаёт, что она имеет любовника по имени Жерар. Но верному другу Артуру удаётся помирить супругов.

## В ролях
- Луис Мариано — Дон Ренальдо Кортес, польщенный певец, муж Ирены
- Мартин Кароль — Ирен, жена Дона Ренальдо
- Андре Ле Галь — Жерар
- Робер Дери — Артур Бидуа, человек, который следит за Ирен
- Раймон Бюссьер — Эрнест, камердинер дона Ренальдо
- Анетта Пуавр — Жюли, служанка дона Ренальдо
- Эдмон Ардиссон — шофёр
- Луи де Фюнес — пианист в оркестре
- Колетт Броссе — Монриваль
- Жан Ришар — авиапассажир